# دانيال هنري كاهنويلر
دانيال هنري كاهنويلر، ولد في 25 يونيو 1884 في مانهايم بألمانيا وتوفي في 11 يناير 1979 في باريس، كاتب وجامع أعمال فنية وتاجر أعمال ألماني، حصل على الجنسية الفرنسية في عام 1937، وكان مروجًا للحركة التكعيبية في عقد 1910 وعشرينيات القرن العشرين.

## روابط خارجية
دانيال هنري كاهنويلر على موقع الموسوعة البريطانية (الإنجليزية)
- دانيال هنري كاهنويلر على موقع مونزينجر (الألمانية)
- دانيال هنري كاهنويلر على موقع ديسكوغز (الإنجليزية)